# Matky, které nestojí za hřích
Matky, které nestojí za hřích (v anglickém originále Moms I'd Like to Forget) jsou 10. díl 22. řady (celkem 474.) amerického animovaného seriálu Simpsonovi. Scénář napsal Brian Kelley a díl režíroval Chris Clements. V USA měl premiéru dne 9. ledna 2011 na stanici Fox Broadcasting Company a v Česku byl poprvé vysílán 14. července 2011 na stanici Prima Cool.

## Děj
Epizoda začíná zápasem ve vybíjené mezi žáky 4. a 5. třídy. Bart nakonec trefí posledního páťáka, ale ten míč chytí, takže zápas vyhrají páťáci. V následujících dnech se čtvrťáci a páťáci dopouštějí vzájemných válečných akcí, a dokonce do nich zatahují i učitele, když učitel páté třídy urazí třídu Edny Krabappelové, což vyvolá hromadnou rvačku učitelů ve sborovně (v narážce na scénu z filmu Westworld z roku 1973). Nakonec to dojde tak daleko, že po škole uspořádají rvačku. Než však bitka začne, Bart si uvědomí, že jeden z páťáků má na ruce stejnou jizvu jako on, a to ve tvaru meče. 
Bart konfrontuje Marge kvůli jizvě. Marge mu vysvětlí, že když byl ve školce, chodil do třídy s dalšími třemi dětmi, s jejichž matkami se Marge velmi sblížila a staly se z nich „bezva maminky“. Ostatní děti však prý měly na Barta špatný vliv a jizva zůstane Bartovi záhadou. Marge se pak rozhodne dát se znovu dohromady se svou starou partou. 
Marginy staré kamarádky se usmíří, zatímco Bart se dá dohromady s ostatními dětmi, když v tom si uvědomí, že stále neví, odkud jizva pochází. Marge a její kamarádky se rozhodnou, že se budou scházet každé úterý. Při každotýdenním setkávání s ostatními dětmi jsou jejich výstřelky stále nebezpečnější, a tak se Bart rozhodne skupinu rozdělit. Protože ví, že se rozešly už dřív, uvědomí si Bart, že to musí mít něco společného s jizvou, a poradí se s doktorem Dlahou, který mu navrhne, aby se zeptal Komiksáka. 
Komiksák se zdráhá vysvětlování, ale po určitém nátlaku prozradí, co se stalo: asi před sedmi lety, 4. července, měl na starosti ohňostroj. Zatímco si Marge a ostatní maminky povídaly, Bart a kluci se odpotáceli k ovládání ohňostroje, zmáčkli všechna tlačítka a odpálili všechny ohňostroje. V ohnivé explozi, která následovala, zasáhl ohňostroj Komiksákův sendvič a vymrštil hořící žhavé špejle ve tvaru meče na ruce chlapců. 
Bart a Milhouse vědí, že to byl výbuch, který skupinu rozdělil, a tak vytvoří velkou kouli z petard, aby je opět rozdělili. Když však Marge Barta přistihne při činu, přizná se jí. Ten večer Marge řekne skupině o Bartově plánu, jak je rozeštvat, a ony jí řeknou, že Bart měl na jejich děti vždycky špatný vliv. Marge se rozzlobí a rozzuřeně skupinu opustí. Po Margině rozhořčení a odchodu ze skupiny se všechny zbývající ženy začnou líbat.

## Přijetí
V původním americkém vysílání epizodu zhlédlo asi 12,65 milionu domácností a dosáhla ratingu 5,7/14 share mezi dospělými ve věku 18 až 49 let, čímž se umístila na prvním místě ve svém vysílacím čase. Oproti předchozímu dílu Krycí jméno Donnie Špekoun zaznamenala epizoda 78% nárůst sledovanosti. Větší než běžná sledovanost byla důsledkem toho, že díl následoval po play-off Národní fotbalové ligy. Díl měl dle Nielsenu nejvyšší seriálový rating od epizody 21. řady Tenkrát ve Springfieldu a v týdnu od 3. do 9. ledna 2011 se umístil na 5. místě ve sledovanosti. Epizoda se také stala nejlépe hodnoceným skriptovým pořadem týdne, kdy byla vysílána, a nejlépe hodnoceným pořadem na stanici Fox.
Rowan Kaiser z AVClubu ohodnotil epizodu známkou C+ a napsal, že podle něj „celá epizoda jako by se řítila k tlačítku reset: samozřejmě, že Marge neskončí se třemi novými nejlepšími přáteli, a samozřejmě, že Bart nebude mít úplně novou partu, se kterou by se mohl bavit. Scenáristé to zřejmě vědí a rozuzlení je přinejlepším polovičaté.“